# Districtul Ban Ta Khun
Ban Ta Khun (în thailandeză บ้านตาขุน) este un district (Amphoe) din provincia Surat Thani, Thailanda, cu o populație de 14.116 locuitori și o suprafață de 1.308,2 km².

## Componență
Districtul este subdivizat în four tambon, care sunt subdivizate în 29 de sate (muban).
| Nr. | Nume       | În thailandeză | Sate | Locuitori |
| --- | ---------- | -------------- | ---- | --------- |
| 1.  | Khao Wong  | เขาวง          | 6    | 4,303     |
| 2.  | Phasaeng   | พะแสง          | 9    | 3,158     |
| 3.  | Phru Thai  | พรุไทย          | 9    | 2,648     |
| 4.  | Khao Phang | เขาพัง          | 5    | 4,007     |

|| 
|}
1. ↑  2000 Thailand Population and Housing Census[*] Verificați valoarea |titlelink= (ajutor)